# 靳庆丰
靳庆丰，中国人民解放军少将。
1985年8月，担任中国人民解放军总参谋部电子对抗部部长；1988年，授少将军衔。担任第七届全国人大代表。